# Vakia
Die Vakia, auch Vakea oder Wakea, war ein Gold- und Silbergewicht in Mokka.
Es galt als leichtes Gewicht und entsprach einer Unze.
- 1 Vakia = 10 Cafla/Coffala/Koffila = 160 Karat = 31,0153 Gramm (fast der englischen Unze gleich)
- 1 Beak = 1 ½ Vakia